# Fundação de Estudos Sociais do Paraná
A Fundação de Estudos Sociais do Paraná (FESP) é uma instituição privada de ensino superior do estado brasileiro do Paraná sendo a segunda instituição mais antiga e também a primeira a fornecer o curso superior em Ciências Econômicas neste estado.

## História

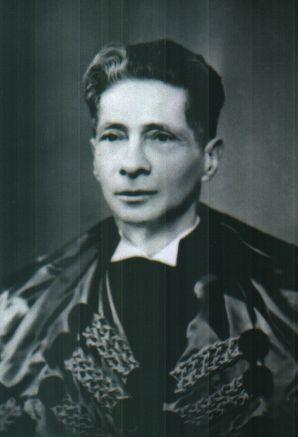
Oscar Joseph de Plácido e Silva, fundador e primeiro reitor da instituição

Criada em 1937 por Oscar Joseph de Plácido e Silva com o nome de Faculdade de Ciências Econômicas do Paraná, a atual FESP, apesar de instituição privada é uma fundação sem fins lucrativos declarada como utilidade pública pelo decreto nº 87.061 de 29 de março de 1982.
Entre pessoas públicas que figuram na lista de ex-alunos da instituição está o ex-ministro do esporte e turismo do Brasil e atual prefeito de Curitiba, Rafael Greca graduado em Ciências Econômicas.